# پائولو بایلتی
پائولو بایلتی (ایتالیایی: Paolo Bailetti؛ زادهٔ ۱۵ ژوئیهٔ ۱۹۸۰) دوچرخه‌سوار اهل ایتالیا است.